# Oued Zarga
Oued Zarga (arabe : وادي الزّرڨاء) est une ville du nord de la Tunisie rattachée à la municipalité et à la délégation de Testour, dépendantes du gouvernorat de Béja.

## Géographie
Située à quelque 80 kilomètres à l'ouest de Tunis, sur les rives de l'oued Zarga et du barrage de Sidi Salem, sa population s'élèvait à 5 002 habitants en 2004.
Elle constitue un maillon de l'axe reliant la capitale au nord-ouest de la Tunisie, en direction de l'Algérie, en passant par les villes du Kef ou de Béja. L'autoroute A3, d'une longueur de 67 kilomètres et inaugurée en 2005, la relie à la capitale.